# Mädchen aus dem Bareler Moor
Das Mädchen aus dem Bareler Moor (auch Frau aus dem Bareler Moor) ist eine weibliche Moorleiche, die 1784 im Bareler Moor bei Dötlingen im niedersächsischen Landkreis Oldenburg gefunden wurde. Es handelt sich hierbei um den frühesten Fund einer Moorleiche, von der noch Teile des Körpers vorhanden sind.

## Bareler Moor
Das Bareler Moor ist das größte unter einer Reihe von etwa 80 Kleinmooren, sogenannten Schlatts in der Delmenhorster Geest etwa 15 Kilometer südwestlich von Delmenhorst. Die Umgebung der Moore war vollständig kultiviert und bewirtschaftet. Die meisten dieser Kleinmoore hatten einen mittleren Durchmesser von weniger als 100 Metern und wurden im Laufe der Zeit abgetorft und zur Ackerflächengewinnung eingeebnet. Weitere Schlatts befanden sich in Wäldern und wurden nicht bewirtschaftet. Das Bareler Moor misst eine Fläche von etwa 250 × 190 Metern und bildete eine flache, etwa 179 Zentimeter tiefe Mulde im anstehenden Sandboden. Die ältesten Moorschichten wurden pollenanalytisch auf das 7. Jahrtausend vor Chr. datiert.

## Fundgeschichte

Schematische Darstellung der dokumentierten Körperteile
rot: noch existent
gelb: gefunden, jedoch verschollen
blau: gefunden, Verbleib unbekannt
weiß: nicht gefunden

Torfstecher stießen bei ihrer Arbeit im Bareler Moor in etwa 70 bis 80 Zentimeter Tiefe auf die ersten Überreste des Mädchens. Sie bargen Teile des Rumpfes, ein Bein mit Fuß sowie einen Unterarm mit der Hand und legten die Teile zum Trocknen in die Sonne. Mit der Leichenschau wurde der Oldenburger Amtsarzt Kelp beauftragt, der die ausgegrabenen Teile begutachtete. Da zur Zeit und auch aus absehbarer Vergangenheit keine vermisste Person aus der Umgebung gemeldet oder bekannt war, konnte er ein Verbrechen ausschließen. Die restlichen Teile der Moorleiche verblieben im Moor, da es den Torfstechern nicht möglich war, oder sie kein Interesse hatten, diese weiter auszugraben. Kelp nahm daraufhin die Leichenteile mit in seine private Kuriositätensammlung nach Oldenburg. Kurze Zeit nach Bekanntwerden des Fundes reiste der naturhistorisch interessierte Forstmeister Ahlers an und ließ die im Moor zurückgebliebenen Teile der Leiche, darunter der Hinterkopf, die Haut des oberen Rumpfes bis zum Bauchnabel sowie ein halbes Lenden- und Beinstück, bergen. Alle diese Teile waren von den Arbeitern und neugierigen Bauern völlig zerstückelt worden. Auch Ahlers nahm alle Teile mit zu sich nach Hause.
Da das Hauptinteresse der Museen damals weniger den altertumswissenschaftlichen Aspekten als den konservierenden und gerbenden Eigenschaften des Moores galt, sandte Ahlers die lederartig gegerbten Stücke als Anschauungsmaterial an zahlreiche Institute. Der Hinterkopf mit den Haaren ging an die Königliche Kunstkammer in Kopenhagen, wo er aber 1953 nicht mehr auffindbar war. Sie wurden vermutlich 1807 bei der englischen Belagerung Kopenhagens oder 1858 bei dem Schlossbrand vernichtet. Das Lenden- und Beinstück sandte er nach Clausthal. Diese Stücke wurden vermutlich bei der Einrichtung des Heimatmuseums 1927 in Zellerfeld zusammen mit anderen Knochen unbekannter Herkunft entsorgt. Weitere getrocknete Hautstücke erhielt die Gesellschaft zur Beförderung der Künste und nützlichen Gewerbe, deren Sammelbestände zur Jahrhundertwende 1900 an die Staatsbibliothek und von dort an verschiedene Hamburger Museen übergingen. Die Aktenbestände der Patriotischen Gesellschaft wurden 1943 durch Kriegseinwirkungen vollständig vernichtet, und der Verbleib der Hautstücke ließ sich in den Hamburger Museen ebenfalls nicht mehr klären. Weitere Hautstücke erhielten Institute in Göttingen und St. Petersburg, die ebenfalls keine Angaben zu dem Verbleib der Stücke machen konnten.
Noch im Jahre 1791 befanden sich einige Teile der Moorleiche in Dr. Kelps Privatbesitz. Das Hautstück der rechten Brust gab Dr. Kelp später an die Oldenburger Apothekerin Dugend, deren Erben das Bruststück 1883 an das Museum Oldenburg übergaben. Der Verbleib der restlichen Stücke aus Kelps Privatbesitz ließ sich nicht mehr ermitteln.
Der Fund wurde erstmals durch Martin Friedrich Pitiscus ausführlich in der Oldenburgischen Zeitschrift Blätter vermischten Inhalts publiziert.
Fundort: 53° 0′ 4,5″ N, 8° 25′ 58,9″ O

## Befunde
Amtsarzt Kelp beschrieb die frisch gefundenen Leichenteile als weich wie Lumpen, von brauner Farbe und ohne Fäulnisgeruch, die sich mit einem Messer glatt schneiden ließen. Fett- und Muskelgewebe waren vergangen. Die Knochen waren weich und entkalkt, lagen aber noch in ihrer natürlichen Form vor. Haare, Fingernägel, Knorpel und Sehnen waren gut erhalten. Das Lebensalter des Mädchens schätzte Kelp aufgrund der anatomischen Merkmale und erfahrungsbedingter Vergleiche auf etwa 14 bis 16 Jahre, ohne jedoch möglicherweise die durch die Lagerung erfolgte Schrumpfung des Gewebes zu berücksichtigen. Bei der Leiche wurden keine weiteren Gegenstände wie Kleidung oder Schmuck beobachtet.
Das einzige heute noch erhaltene Teil ist ein Hautstück, das nach den frühen Publikationen von der rechten Brust der Moorleiche stammt, und unter der Inventarnummer 1687 im Oldenburger Landesmuseum für Natur und Mensch aufbewahrt wird. Alle übrigen Teile gingen über die Jahre verloren. Das erhaltene Bruststück ist heute 35 cm lang. Es reicht etwa von der Schulter über einen geraden Schnitt über dem ehemaligen Brustbein bis kurz unter die Brustfalte. Die lederartig gegerbte Haut hat eine Stärke von etwa 1,5 mm und ist von bräunlich-schwarzer Farbe. Durch die Trocknung entstanden Risse, die sichtbar genäht wurden. Die Brustwarze ist nicht mehr erkennbar. Die bisherige geschlechtliche Zuordnung als weiblich sowie die Lokalisierung des Hautstücks als Teil der Brust erfolgten primär auf Basis der alten Publikationen. Jedoch ließen sich diese Befunde nach neueren Untersuchungen durch das Institut für Rechtsmedizin am Universitätsklinikum Hamburg-Eppendorf im Jahre 2010 nicht mehr mit absoluter Sicherheit bestätigen, da weder eine Brustwarze, noch ein Warzenhof sicher auf dem Hautstück identifiziert werden konnten. An seiner Rückseite waren an einer Stelle Strukturen erkennbar, die als Reste von Milchdrüsen gedeutet werden können.
Die ursprüngliche Lage der jungen Frau im Moor lässt sich heute nur noch anhand der Beobachtungen und Aufzeichnungen von Kelp und dem Forstmeister Ahlers sowie an der Reihenfolge der gefundenen Körperteile vage rekonstruieren.
Eine an dem Fund durchgeführte 14C-Untersuchung ergab eine Datierung in den Zeitraum zwischen 260 und 395 nach Chr., folglich lebte das Mädchen in der Römischen Kaiserzeit.